# Verneuil-sur-Avre
Verneuil-sur-Avre era una comuna francesa situada en el departamento de Eure, de la región de Normandía, que el uno de enero de 2017 pasó a ser una comuna delegada de la comuna nueva de Verneuil-d'Avre-et-d'Iton al unirse con la comuna de Francheville.

## Denominación
La denominación actual fue oficializada en una fecha no conocida, supuestamente entre 1882 y 1943. Antes, la comuna se llamaba Verneuil, nombre todavía utilizado frecuentemente.

## Historia
- Batalla de Verneuil.

## Demografía
| Gráfica de evolución demográfica de Verneuil-sur-Avre entre 1800 y 2014 |
|                                                                         |

Los datos demográficos contemplados en este gráfico de la comuna de Verneuil-sur-Avre se han cogido de 1800 a 1999 de la página francesa EHESS/Cassini, y los demás datos de la página del INSEE.

## Economía
La comuna posee una antena de la Cámara de comercio e industria de Eure.

## Lugares y monumentos
- Iglesia de Madeleine
- Iglesia de Notre-Dame (siglo XII)
- Torre Grise (siglo XIII)
- Abadía St-Nicolas (siglo XVII)
- Vestigios de la iglesia St-Jean (siglo XVI), bombardeada en 1994.

## Personalidades
- Paul-Alexis Blessebois
- Jérôme Carcopino: historiador (1881-1970)
- Pascal Quignard: escritor
- Louis Aubéry du Boulley: compositor (1796-1870)
- Louise Colet (1810-1876)
- Artus Fillon: Obispo de Senlis (1460-1526)
- Marcelle Frass-Routier: pintora, escritora, periodista (1915-2001)
- Bérangère Sapowicz, futbolista
- Alexis de Tocqueville, politólogo

## Educación
- El école des Roches, fundado en 1899 por Edmond Demolins, es el primer colegio libertario francés.